# Ho Ching
Ho Ching (en chinois : 何晶 ; pinyin : Hé Jīng), née le 1er mai 1953 à Singapour, est une femme d'affaires singapourienne. Elle est la présidente (CEO) de Temasek Holdings (biens de 100 milliards de dollars US dont les capitaux sont possédés par son mari) et l'épouse du Premier ministre de Singapour, Lee Hsien Loong (fils de l'ancien Premier ministre Lee Kuan Yew).
Ho Ching a étudié au National Junior College puis à l'université nationale de Singapour. Elle a également obtenu un master de science à l'université Stanford.
Temasek a racheté Shin Corporation en 2006 au Premier ministre thaï Thaksin Shinawatra, qui a été évincé par un coup d'État militaire peu après des allégations de corruption.
En 2007, elle est classée troisième femme la plus puissante au monde par le magazine Forbes, huitième en 2008 et cinquième en 2009.